# Mohamed Siluvangi
Mohamed Joe Siluvangi est un boxeur congolais (RDC) né le 2 mars 1967 à Kinshasa.

## Carrière
Sous les couleurs du Zaïre, Mohamed Siluvangi est médaillé de bronze dans la catégorie des poids moyens aux Jeux africains du Caire en 1991, s'inclinant en demi-finale contre l'Algérien Ahmed Dine.
Aux Jeux olympiques d'été de 1992 à Barcelone, il est éliminé au deuxième tour dans la catégorie des poids moyens par le Canadien Chris Johnson.